# Mike Kroeger

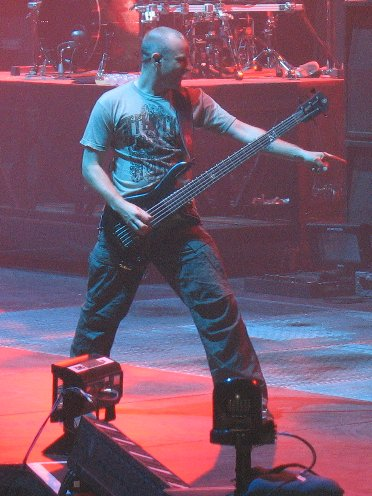
Mike Kroeger

Michael Douglas Henry "Mike" Kroeger (* 25. Juni 1972 in Hanna, Alberta) ist ein kanadischer Bassist. Er ist Gründungsmitglied der kanadischen Rockband Nickelback, in welcher er bis heute als Bassist tätig ist. Vorher war er bereits mit einigen heutigen Mitgliedern Nickelbacks in der Band The Village Idiots tätig.

## Leben

### Arbeit mit Nickelback
Mike Kroeger ist seit deren Gründung im Jahr 1996 Mitglied der Rockband Nickelback. Zur Zeit der Bandgründung arbeitete Mike Kroeger bei Starbucks und gab aufgrund deren Preise den meisten Kunden 5 cent Wechselgeld zurück. Dabei sagte er immer, „Here’s your nickel back.“ Als sein jüngerer Halbbruder Chad Kroeger dies hörte, schlug er den Namen „Nickelback“ für die Band vor.
Mike hat bereits an einigen Songs mitgeschrieben, Hauptsongwriter der Band sind jedoch Chad Kroeger und Gitarrist Ryan Peake. Er spielt den Bass, hat aber auch schon öfter die Gitarre übernommen.

### Privates
Kroeger ist mit Angela Papp verheiratet. Sie haben zwei gemeinsame Kinder, Dawson (geb. 2001) und Avalon (geb. 2003), deren Namen und Geburtsjahre er sich auf die Unterarme hat tätowieren lassen.

## Diskografie
siehe Nickelback/Diskografie